# Равлик зернистий карпатський
Равлик зернистий карпатський — (Monachoides vicina (Rossmässler, 1842)) — вид наземних молюсків класу Черевоногих (Gastropoda) підкласу легеневих (Pulmonata) родини кущанкових (Hygromiidae).

## Опис черепашки
У дорослих особин висота черепашки коливається переважно в діапазоні від 8 до 12 мм, ширина (діаметр) черепашки — від 12 до 16 мм. Має близько 6 обертів. Черепашка низько-дзигоподібна, обриси завитка трохи куполоподібні. Пупок повністю закритий відгорнутим колумелярним краєм устя або від нього залишається вузька щілина (у молодих особин — напівзакритий). Поверхня черепашки тонко радіально покреслена, має зернисту скульптуру, добре помітну вже при 10-кратному збільшенні. Забарвлення черепашки від сірувато-жовтого до червонувато-рогового, з невиразною світлою смугою на периферії.

## Можливі помилки у визначенні
Молодих особин цього виду часом помилково визначають як Monachoides incarnata, оскільки вони мають напівзакритий пупок.

## Розповсюдження
Карпатський вид, який часто зустрічається також на рівнинній частині заходу України. На сході досягає Вінницької області.

## Екологія
Лісовий вид.